# Bouchra al-Assad
Pour les articles homonymes, voir al-Assad.
Bushra al-Assad (ou Bouchra el-Assad, en arabe : بشرى الأسد), née le 24 octobre 1960, est le premier enfant et la seule fille de Hafez al-Assad, président de la Syrie de 1971 à 2000. Elle est la sœur de Bachar al-Assad, à son tour président du pays entre 2000 et 2024. Elle est la veuve d'Assef Chaoukat, sous-chef d'état-major des Forces armées syriennes, ancien chef du service des renseignements militaires syriens, vice-ministre syrien de la Défense, tué en 2012 dans un attentat.
En mars 2012, elle est placée sur une liste de personnalités syriennes soumises par l'Union européenne à des sanctions économiques et des interdictions de voyager. Le 28 septembre 2012, on signale que Bouchra al-Assad a fui la Syrie avec ses cinq enfants pour chercher refuge aux Émirats arabes unis. En janvier 2013, elle est rejointe par sa mère Anissa Makhlouf à Dubaï.

## Biographie
Bouchra al-Assad avait noué une relation étroite avec son père Hafez al-Assad et aurait joué un grand rôle dans la direction du pays pendant les dernières années de sa vie. À partir de la fin des années 1970, elle l'accompagne à des visites de délégations étrangères et est très active dans les prises de décision au sein du cercle d'influence familial, en particulier en matière d'économie et de politique étrangère. Elle a ainsi été mentionnée comme une possible candidate à la succession de son père. Finalement, dans les années 1980, son jeune frère Bassel endosse ce rôle, et après 1994, son frère cadet, Bachar.
En 1982, elle est diplômée de l'université de Damas en pharmacie. Durant sa scolarité, elle se lie d'amitié avec Bouthaina Shaaban, future ministre,.
En 1995, en dépit de l'opposition de sa famille, elle épouse Assef Chaoukat, un officier de l'armée de dix ans son aîné, chargé de sa protection.
Depuis la mort de son frère Bassel al-Assad en 1994, elle est créditée d'une influence grandissante sur la politique de la Syrie. Elle joue ainsi un rôle majeur dans l'orientation du développement de son pays vers l'industrie pharmaceutique. Elle a également beaucoup pesé pour que son défunt mari gagne en reconnaissance et en responsabilité dans les cercles du pouvoir. À la fin des années 1990, celui-ci est l'une des principales personnalités du secteur de la sécurité intérieure syrienne, au sein de l'armée et des services de renseignement,.
Des tensions entre Bouchra al-Assad et sa belle-sœur, la Première dame de Syrie Asma al-Assad, ont été signalées à plusieurs reprises.
Après la mort de son mari, en septembre 2012, elle fuit la Syrie pour Dubaï, où elle réside avec ses cinq enfants. Elle revient cependant régulièrement à Damas voir sa famille.